# Polistes spilophorus
Polistes spilophorus är en getingart som beskrevs av August Schletterer 1891. Polistes spilophorus ingår i släktet pappersgetingar, och familjen getingar. Inga underarter finns listade i Catalogue of Life.